# Rue Joseph-Bosc
La rue Joseph-Bosc (en occitan : carrièra Josèp Bosc) est une voie de Toulouse, chef-lieu de la région Occitanie, dans le Midi de la France.

## Situation et accès

### Description
La rue Joseph-Bosc est une voie publique de Toulouse. Elle se trouve dans le quartier de Matabiau, dans le secteur 1 - Centre.
Elle naît au nord du boulevard de Strasbourg. Elle est longue de 112 mètres et large de 10 mètres, rectiligne et orientée au nord-est. Elle se termine au carrefour de la petite-rue Saint-Lazare.
La chaussée compte une seule voie de circulation automobile en sens unique, de la petite-rue Saint-Lazare vers le boulevard de Strasbourg. Elle appartient à une zone 30 et la vitesse y est limitée à 30 km/h. Il n'existe pas de bande, ni de piste cyclable, quoiqu'elle soit à double-sens cyclable.

### Voies rencontrées
La rue Claire-Pauilhac rencontre les voies suivantes, dans l'ordre des numéros croissants :
1. Boulevard de Strasbourg
2. Petite-rue Saint-Lazare

### Transports
La rue Joseph-Bosc n'est pas directement desservie par les transports en commun. Elle est cependant proche de la place Jeanne-d'Arc, où se trouve une gare de bus pour les lignes de Linéo L9 et de bus 1523394570, ainsi que des navettes AéroportVille. Le long des boulevards Lazare-Carnot et de Strasbourg se trouvent également les arrêts des lignes de Linéo L1 et de bus 1429, ainsi que la station Jeanne-d'Arc, sur la ligne de métro .
Il existe enfin une station de vélos en libre-service VélôToulouse, la station no 34 (15 rue Joseph-Bosc).

## Odonymie
En 1937, la rue a été nommée, sur décision du conseil municipal, en hommage à Joseph Bosc (1743-1811). Issu d'une famille de maîtres-serruriers, maître-serrurier lui-même, il travaille en particulier à la décoration de l'hôtel de Puymaurin et de l'hôtel Dassier. En 1793, pendant la Révolution française, il crée l'Atelier national des serruriers-forgerons et cloutiers, installé dans le couvent de la Trinité (emplacement des actuels no 8-8 bis rue de la Trinité), afin de fournir les armes et les outils nécessaires à l'armée d'Espagne.
La rue Joseph-Bosc était connue depuis 1840 comme la rue des Redoutes. Ce nom lui venait des redoutes de Jolimont, un ensemble d'installations militaires qui se trouvait au sommet de la colline du Calvinet, construit au moment de la bataille de Toulouse. Elle avait effectivement été tracée dans l'axe de l'ancien chemin des Redoutes (actuelle rue de Belfort). Au-delà du canal du Midi, sur les pentes de la colline, le chemin qui se prolongeait jusqu'au sommet prit en 1937 le nom de Bernard Ortet (1720-1782), un autre fameux maître-serrurier toulousain du XVIIIe siècle.
En 1867, la rue fut désignée comme la rue Saint-Sylvain. D'ailleurs, plusieurs rues des quartiers Matabiau et des Chalets, percées ou réaménagées au XIXe siècle, portent le nom de saints et de saintes des premiers siècles du christianisme liés à Toulouse et à sa région : la rue Saint-Dominique, la rue Saint-Érembert (actuelle rue Robert-Borios), la rue Saint-Germier, la rue Saint-Hilaire, la rue Saint-Honest, la rue Saint-Honoré (actuelle rue Édouard-Dulaurier), la rue Saint-Hubert, la rue Saint-Lazare (actuelle rue Claire-Pauilhac), la rue Sainte-Marthe, la rue Saint-Orens et la rue Saint-Papoul.

## Patrimoine et lieux d'intérêt

### Hôtel Baylet
no  16 : hôtel Baylet.  Inscrit MH (2019, façades et toitures, hall, cage d'escalier et jardin).
Un hôtel particulier est construit dans la deuxième moitié du XIXe siècle sur le boulevard de Strasbourg (actuel no 52). Il est agrandi et profondément réaménagé entre 1933 et 1934 par l'architecte Louis Corlouër – neveu de Fulgence Bienvenüe –, à la demande de son propriétaire, Jean Baylet. C'est à la même époque qu'une dépendance est construite à l'emplacement du bâtiment des communs, en arrière de la parcelle, au carrefour de la rue Joseph-Bosc et de la petite-rue Saint-Lazare.

### Autres immeubles
- no  8 : immeuble (deuxième moitié du XXe siècle)[17].
- no  13 : immeuble (deuxième moitié du XIXe siècle)[18].